# Стівен Болдвін
Стівен Болдвін (англ. Stephen Baldwin; нар. 12 травня 1966) — американський актор.

## Біографія
Стівен Ендрю Болдвін народився 12 травня 1966 року в селищі Масапекуа округ Нассау на острові Лонґ-Айленд, штат Нью-Йорк, США. Батько — Александер Рей Болдвін-молодший, учитель історії і тренер з американського футболу, мати — Керол Мартіно Болдвін. У сім'ї було ще троє братів (Алек, Деніел і Вільям) та дві сестри (Джейн, Елізабет). Закінчив середню школу Альфреда Дж. Бернера. Вивчав акторську майстерність в Американській академії драматичного мистецтва. Працював моделлю в Келвіна Кляйна.
1986 року почав зніматися на телебаченні. Першою роботою в кіно була роль у фільмі «Звір» (1988). Найуспішнішим в кінокар'єрі Стівена став фільм «Звичайні підозрювані» (1995). Крім кіно Стівен Болдвін активно займається місіонерською діяльністю і благодійністю.
У вересні 2018 року отримав звання професора Київського університету культури. Крім того, актор заявив про плани зняти фільм в Україні у 2020 році.
Стівен з 1990 року одружений із Кеннією Болдвін, в них двоє доньок — Алія та Гейлі. Від своєї доньки Алії та зятя Ендрю Аронова Болдвін має одну онуку (нар. 2020).

## Фільмографія
- 1988 — Звір / The Beast
- 1989 — Військові втрати / Casualties of War
- 1989 — Народжений четвертого липня / Born on the Fourth of July
- 1994 — Кохання втрьох / Threesome
- 1995 — Звичайні підозрювані / The Usual Suspects
- 1995 — Час падіння / Fall Time
- 1996 — Біобудинок / Bio-Dome
- 1996 — Втікачі / Fled
- 2000 — Обмін тілами / Xchange
- 2000 — Затяжний стрибок / Cutaway
- 2000 — Флінстоуни 2: Віва Рок-Вегас / The Flintstones in Viva Rock Vegas
- 2000 — Бетмен майбутнього / Batman Beyond (голос)
- 2001 — Пробудження смерті / Dead Awake
- 2001 — Пастка для свінгерів / Zebra Lounge
- 2004 — Шість / Six: The Mark Unleashed
- 2005 — CSI: Місце злочину / CSI: Crime Scene Investigation
- 2007 — Фред Клаус, брат Санти / Fred Claus
- 2008 — Сутичка у небі / The Flyboys
- 2010 — Ну що, зіграємо? / Let the Game Begin
- 2012 — Діномама / Dino Time (голос)